# Jelka-Rimakåbbå
Jelka-Rimakåbbå este o arie protejată (arie specială de conservare — SAC, sit de importanță comunitară — SCI) din Suedia întinsă pe o suprafață de 37.671,7 ha, integral pe uscat.

## Localizare
Centrul sitului Jelka-Rimakåbbå este situat la coordonatele 66°53′35″N 19°35′06″E / 66.8931°N 19.5851°E.

## Înființare
Situl Jelka-Rimakåbbå a fost declarat sit de importanță comunitară în aprilie 2004 pentru a proteja 2 specii de plante și 2 specii de animale. Situl a fost protejat și ca arie specială de conservare în martie 2011.

## Biodiversitate
Situată în ecoregiunile alpină și boreală, aria protejată conține 18 habitate naturale: Turbării Aapa, Liziere de ierburi înalte hidrofile de câmpie și de nivel montan până la alpin, Mlaștini turboase de tranziție și turbării mișcătoare, Ape oligotrofe din câmpii nisipoase, cu un conținut foarte redus de minerale (Littorelletalia uniflorae), Păduri aluvionare cu Alnus glutinosa și Fraxinus excelsior (Alno-Padion, Alnion incanae, Salicion albae), Râuri naturale fino-scandinave, Păduri fino-scandinave bogate în ierburi cu Picea abies, Lacuri și iazuri distrofice naturale, Păduri de conifere pe eskere fluvioglaciare sau legate la acestea, Izvoare fino-scandinave și mlaștini produse de izvoare bogate în minerale, Păduri caducifoliate de mlaștină fino-scandinave, Păduri nordice subalpine/subarctice cu Betula pubescens ssp. czerepanovii, Pajiști aluvionare boreale nordice, Taiga vestică, Pajiști alpine și boreale, Cursuri de apă de la nivel de câmpie la nivel montan, cu vegetație Ranunculion fluitantis și Callitricho-Batrachion, Grohotișuri silicioase de la nivelul montan până la nivelul zăpezii (Androsacetalia alpinae și Galeopsietalia ladani), Mlaștini împădurite.
La baza desemnării sitului se află mai multe specii protejate:
- plante (2): Calypso bulbosa, Ranunculus lapponicus
- mamifere (2): gluton (Gulo gulo), vidră de râu (Lutra lutra)